# خانه سید اسحاق محمدیان ماسوله
خانه سید اسحاق محمدیان ماسوله مربوط به دوره معاصر است و در شهرستان فومن، شهرک تاریخی ماسوله واقع شده و این اثر در تاریخ ۲۵ اسفند ۱۳۸۰ با شمارهٔ ثبت ۵۲۳۶ به‌عنوان یکی از آثار ملی ایران به ثبت رسیده است.